# Лели (деревня)
Лели — деревня в Калининском районе Тверской области. Входит в состав Бурашевского сельского поселения.

## География
Деревня находится в юго-восточной части Тверской области на расстоянии приблизительно 25 км на юг по прямой от города Тверь.

## История
Деревня была отмечена на карте 1825 года. В 1859 году здесь (деревня Тверского уезда Тверской губернии) было учтено 17 дворов. В 1941 году отмечен 21 двор.

## Население
Численность населения: 109 человек (1859 год), 11 (русские 100 %) в 2002 году, 8 в 2010.